# Luj August, regent Francuske
Luj August (1670. – 1736.), regent i prijestolonasljednik Francuske tijekom 1. i 2. rujna 1715. godine. Ujedno je bio i vojvoda od Mainea što je titula koju mu je poklonio otac.
On je bio sin kralja Luja XIV. iz njegovog odnosa s ljubavnicom, markizom od Montespana. Odluka njegovog oca da ga proglasi svojim nasljednikom u svojstvu regenta i prijestolonasljednika od djeteta kralja Luja XV. izaziva zavjeru nećaka pokojnog kralja za pobijanje testamenta.
Na kraju parlament grada Pariza na svojoj sjednici početkom rujna 1715. odbija posljednju naredbu omrznutog kralja Luja XIV. i za regenta novog kralja proglašava Filipa II. vojvodu od Orleana. Veliku pomoć u toj odluci je pružilo i rašireno neznanje o braku njegovih roditelja pošto je njihov brak bio držan u strogoj tajnosti praktički do kraja života Luja XIV. Ovaj regent na kraju činjenično nikad nije vladao iako je pravno nakratko bio državni poglavar.
Ova odluka parlamenta postaje presedan koji omogućava 1789. godine legalno svrgavanje kralja Luja XVI.

Zadnji politički čin Luja Augusta je bio pokušaj osvetničke zavjere za obaranje Filipa Orleanskog iako on sam novi regent ne bi postao. Nakon neuspjeha zavjere bio je prisiljen napustiti Kraljevinu Francusku.
| Prethodnik: | Kralj Francuske | Nasljednik: |
| Luj XIV.    | Kralj Francuske | Luj XV.     |

## Poveznice
- Popis francuskih vladara